# Michail Golovkin

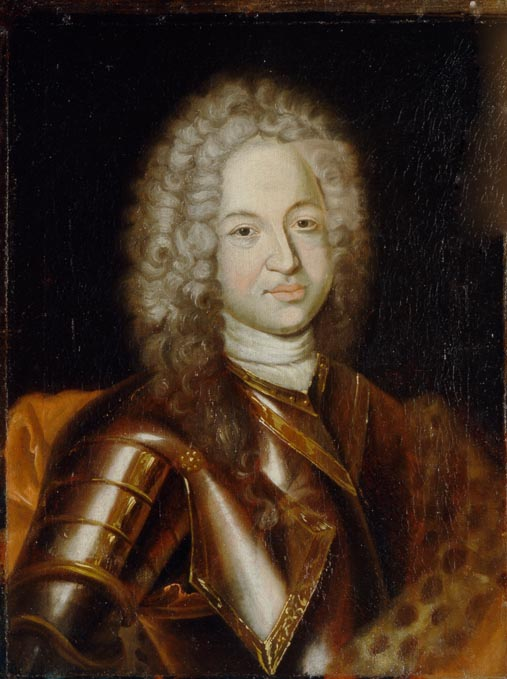
Michail Golovkin

Michail Gavrilovitj Golovkin (ryska: Михаил Гаврилович Головкин), född 1699, död 1775, var en rysk statsman; son till Gavriil Golovkin.
Golovkin blev 1740 Rysslands förste vicekansler för inrikes ärenden, vid sidan av Andrej Osterman, som skötte utrikespolitiken, men störtades 1741, dömdes till döden och deporterades till Jarmong i Jakutien.